# Ноароотси (волость)
Ноароотси (эст. Noarootsi  — «Новая Швеция») — бывшая волость в Эстонии в составе уезда Ляэнемаа.

## Положение
Площадь волости — 296 км², численность населения на 1 января 2008 года составляла 732 человек.
Административный центр волости — деревня Пюркси. Помимо этого, на территории волости находятся ещё 23 деревни, и подавляющее большинство из них имеют неофициальное шведское название.
Волость Ноароотси была единственной в континентальной Эстонии местностью, где большая часть её жителей разговаривала на шведском языке. В 1934 году из 4 388 жителей волости 2 697 (64 %) являлись шведоязычными.
Работает школа с обучением на шведском языке.

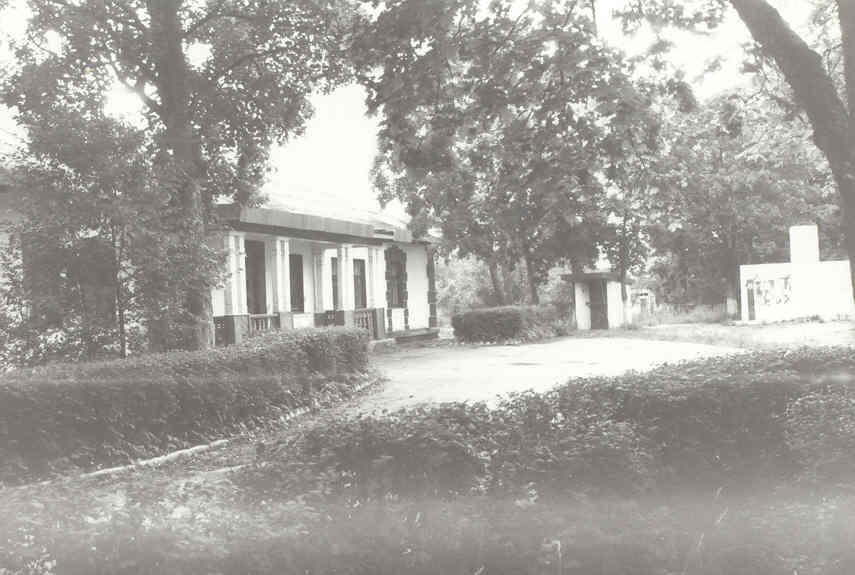
Мыза Паслепа в 1993 году.